# Überbauung Rietholz/Im Ahorn

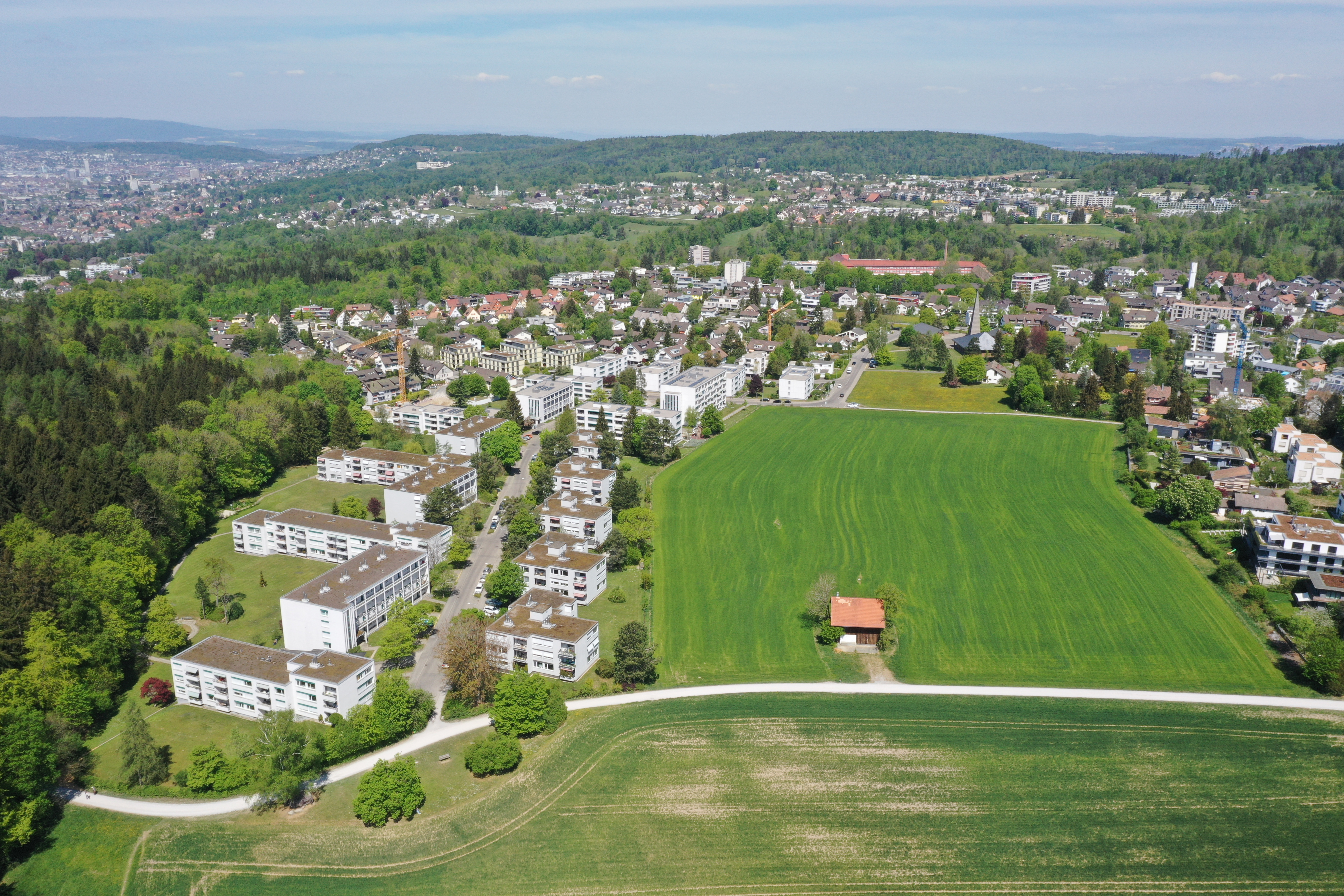
Blick auf den neueren Teil «Im Ahorn» im Vordergrund, im Hintergrund die weissen Wohnblöcke der ersten Etappe

Die Siedlung Rietholz steht im Zollikerberg in der Gemeinde Zollikon im Kanton Zürich in der Schweiz. Architekten waren Hans und Annemarie Hubacher und Peter Issler. 
Die Überbauung gilt als eine der ersten Plattenbauten in der Schweiz, wo solche Gebäude normalerweise als «Bauten in Elementbauweise» bezeichnet werden. Als solche bekannt sind beispielsweise die Göhnerbauten. 
In einer ersten Bauetappe wurde zwischen 1959 und 1961 neun Gebäude der Siedlung «Rietholz» am oberen Ende der Rietholzstrasse erbaut, 1971/1972 entstand die zweite Etappe mit den elf neuen Gebäuden «Im Ahorn». Insgesamt entstanden 300 Wohnungen.
Der Bau von Gebäuden in Elementbauweise war damals ein Novum für die Schweiz. Zu Beginn gab es neue logistische Anforderungen bei der Herstellung, Anlieferung und Montage der Betonelemente. Nachdem diese gelöst waren, konnten an einem Arbeitstag bis zu 50 Teile verarbeitet werden, so dass die Bauzeit für einen Block mit vier Geschossen und 16 Wohnungen etwa acht Wochen betrug. 
Vieles wurde genormt, damit so wenig verschiedene Teile wie möglich benötigt wurden und alles möglichst einfach zusammengesetzt werden konnte. So waren sämtliche Küchen, Kinder- und Elternschlafzimmer in der Siedlung identisch. Trotzdem waren verschiedene Grundrisse und Varianten der Wohnungen möglich, auch zweistöckige Maisonettes wurden gebaut. Grosszügige Loggien sollten eine sogenanntes «Wohnen im Freien» ermöglichen. Zugänglich waren die meisten Wohnungen über offene, aber gedeckte Zugänge.

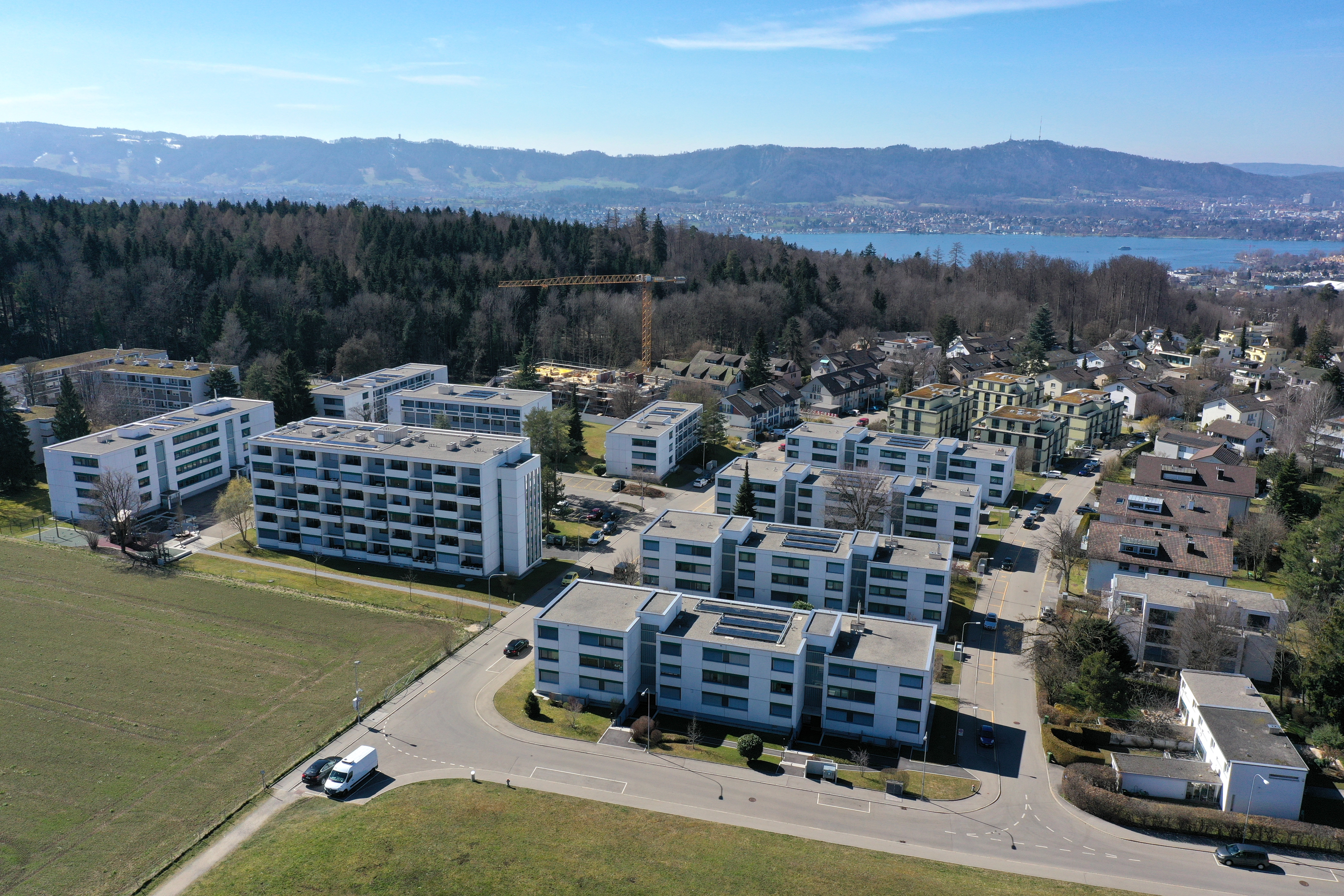
Im Ahorn (links)/Rietholzstrasse (rechts)
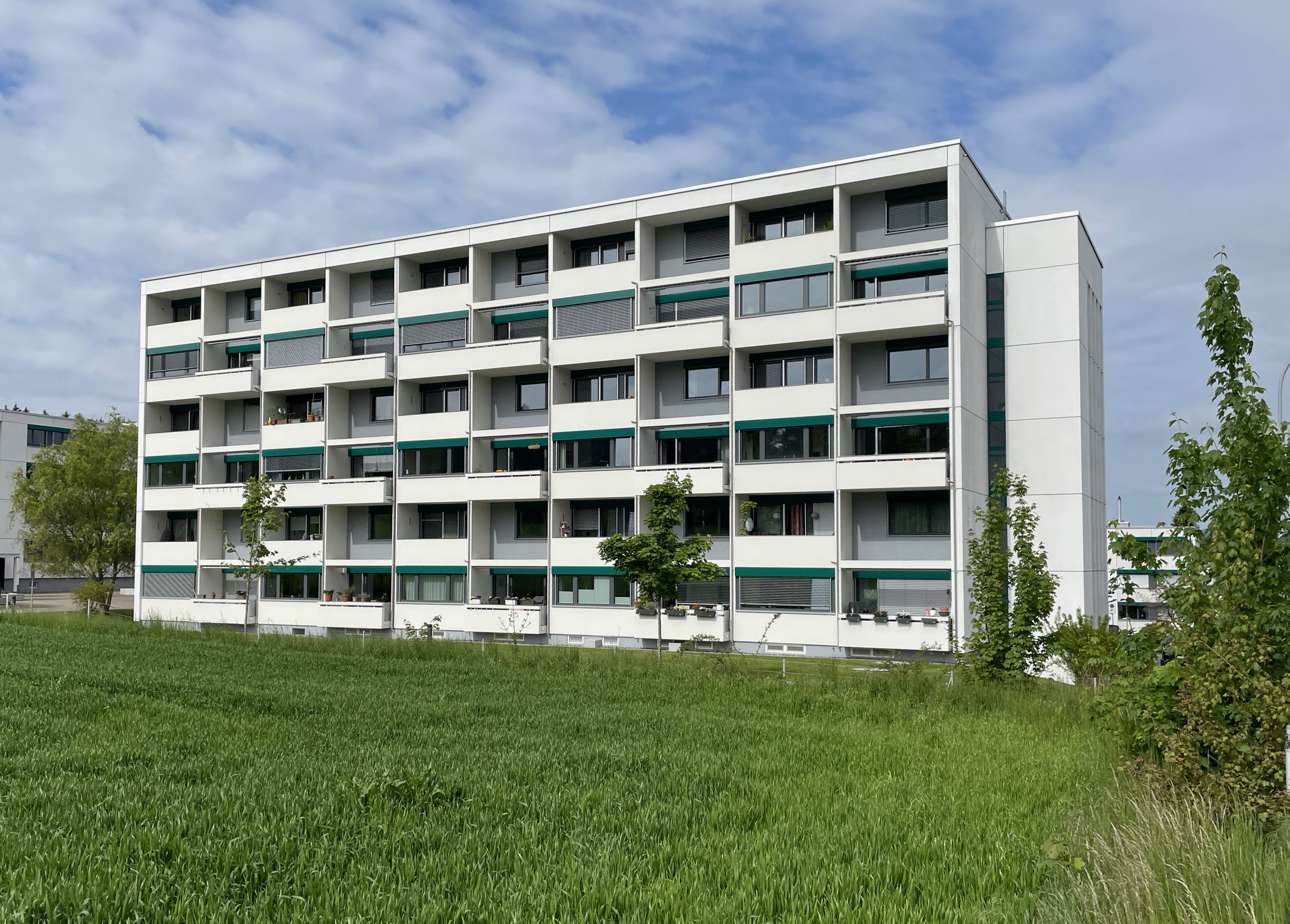
Haus an der Kreuzung Rietholzstasse/Im Ahorn